# Bigelow Expandable Activity Module
Bigelow Expandable Activity Module (BEAM) är en experimentell uppblåsbar modul för rymden byggd av det amerikanska företaget Bigelow Aerospace. Modulen sköts upp mot Internationella rymdstationen den 8 april 2016. Den 16 april 2016 anslöts modulen med hjälp av Canadarm2 till den aktre porten på modulen Tranquility.

## Mål
Under dom två år som modulen kommer vara dockad till rymdstationen kommer man bland annat titta på hur modulens material klarar sig i rymden och hur bra modulen skyddar mot strålning.

## Anslutningar
BEAM har en anslutning i fören. Den är av typen Common Berthing Mechanism.
- För: Modulen är ansluten till Tranquility en modul från NASA.

## Dimensioner och vikt
Under uppskjutningen och dockningen till rymdstationen är modulen 2,16 meter lång, 2,36 meter i diameter och har en volym på 3,6 m³. När modulen trycksätts kommer den att expandera till en längd av 4,0 meter, en diameter på 3,23 meter och en volym på 16,0 m³.

## Uppskjutning
Modulen sköts upp med en Falcon 9-raket från Cape Canaveral Air Force Station den 8 april 2016. Uppskjutningen var en del av lastuppdraget SpaceX CRS-8.